# Zadole (Dębowy Gaj)
Zadole (niem. Höllau) – kolonia wsi Dębowy Gaj w Polsce, położona w województwie dolnośląskim, w powiecie lwóweckim, w gminie Lwówek Śląski.
W latach 1975–1998 kolonia należała administracyjnie do województwa jeleniogórskiego.
Zadole jest liczącą kilka zabudowań osadą na Pogórzu Izerskim. Działa tu stadnina koni islandzkich.

## Położenie
Zadole położone jest we Wzniesieniach Gradowskich nad potokiem będącym prawym dopływem Srebrnej, pomiędzy Dębowym Gajem a Pławną Dolną. Osadę otaczają użytki rolne i zagajniki. Do Zadola dochodzi droga od szosy z Pławnej do Dębowego Gaju. Osada leży na zlepieńcach i piaskowcach z dolnego permu z wylewami trachybazaltów. Przez Zadole przechodzi szlak konny ze Stankowic do Włodzic Wielkich.

## Historia
Data powstania Zadola jest nieznana. Kolonia zawsze należała do majątku w Dębowym Gaju i jego właścicieli. Pierwsze wzmianki o niej pojawiły się po zakończeniu wojny trzydziestoletniej. Osada największy rozrost osiągnęła w drugiej połowie XIX w., gdy liczyła piętnaście zagród. Po 1945 r. pozostały jedynie 4 gospodarstwa. W 2002 r. w Zadolu powstała stadnina koni islandzkich.